# Uppvidinge kommunvapen

Uppvidinge kommunvapen.

Uppvidinge kommunvapen utgår från det gamla häradssigillet för Uppvidinge härad. Första gången använt 1568, då folket svor trohetseden till hertigarna Johan och Karl vid planerna att störta brodern Erik XIV. Häradssigillets liljeliknande ört har inte gått att identifiera rent botaniskt, örten verkar ändå vara betydligt äldre än sigillet som sådant.
I slutet på 1800-talet hittade två småflickor i byn Badeboda utanför Åseda en silverskatt från 1300-talet. Skatten omfattat totalt 34 olika föremål varav ett flertal liljeformade beslag av förgyllt silverbleck som användes som dräktprydnad. Dräktbeslagens liljor har en påfallande likhet med det gamla häradssigillets lilja. Badebodafyndet är en av landets förnämligaste silverskatter från medeltiden och finns nu förvarad på historiska museet i Stockholm.
För att skilja häradsvapnet från kommunvapnet tillkom en röd bård när det nya kommunvapnet komponerades 1975 för det 1971 nybildade Uppvidinge kommun. Vapnet registrerades i PRV 1976.
Blasonering: I fält av guld inom en röd bård en tvåbladig röd ört med klocklik kalk.